# Участок (фильм, 2008)
«Участок» (азерб. Sahə) — фильм азербайджанского режиссёра Илгара Сафата, снятый на киностудии «Нариманфильм» совместно со студиями «Грузияфильм» и «Багирафильм» (Грузия) при финансовой поддержке Министерства культуры и туризма Азербайджана, а также при участии Pasha bank. Фильм был выдвинут от Азербайджана на соискание 83-й ежегодной премии «Оскар» в категории «Лучший фильм на иностранном языке», а исполнитель главной роли в фильме, ученик Бакинского хореаграфического училища Тимур Одушев стал лауреатом 32-й ежегодной премии «Молодые таланты Голливуда» (32nd Annual Young Artist Awards).
Фильм был снят в Азербайджане. Съемки фильма начались 16 сентября 2008 года, и завершились 25 ноября 2008 года.

## Сюжет
Известный фотограф Гариб (играет Заза Бежашвили) и его невеста Сабина (играет Мелисса Папель) в момент ссоры попадают в аварию, и оказываются в полицейском участке, где через недоверие к невесте, фотограф обнаруживает в себе фобию, приобретенную в детстве. Много лет в нём сидит боязнь женщин. Чтобы вырваться живым из этого «участка», он должен оставить в нём свои страхи.

## В ролях
- Заза Бежашвили — Гариб
- Мелисса Папель — Сабина
- Вагиф Ибрагимоглу — начальник полиции
- Тимур Одушев — Гариб в детстве
- Руслан Исмайлов — Парвиз